# He's All That
He's All That (llamada en español: Alguien como él, Él es todo aquello o Él es así) es una película de comedia romántica adolescente estadounidense de 2021 dirigida por Mark Waters, a partir de un guion de R. Lee Fleming Jr. 
La película es una nueva versión de She's All That (1999) con intercambio de género, que, a su vez, era una adaptación de Pigmalión de George Bernard Shaw y protagonizada por Addison Rae, Tanner Buchanan, Madison Pettis y Peyton Meyer. Rachael Leigh Cook y Matthew Lillard regresaron de She's All That, aunque en diferentes roles.

## Sinopsis
Padgett Sawyer (Addison Rae) acepta el desafío de convertir al chico menos popular de la escuela, Cameron Kweller (Tanner Buchanan), en el rey del baile de graduación, intentando vengarse después de una humillante pelea con su novio.

## Reparto
- Addison Rae como Padett Sawyer
- Tanner Buchanan como Cameron Kweller
- Madison Pettis como Alden
- Rachael Leigh Cook como Anna Sawyer
- Matthew Lillard[3] como director Bosch
- Peyton Meyer como Jordan Van Draanen
- Myra Molloy como Quinn
- Isabella Crovetti como Brin Kweller
- Annie Jacob como Nisha Mandyam
- Andrew Matarazzo como Logan, amigo de Jordan
- Vanessa Dubasso como Aniston
- Brian Torres como estudiante de química / mesero
- Romel De Silva como Sebastian Woo
- Dominic Goodman como Track, amigo de Jordan
- Ryan Hollis como el papá de Alden
- Tiffany Simon como estudiante de química
- Kourtney Kardashian[4] como Jessica Miles Torres